# 2024 en bande dessinée
| Années de la bande dessinée : 2021 - 2022 - 2023 - 2024 - 2025 - 2026 - 2027    |
| Décennies de la bande dessinée : 1990 - 2000 - 2010 - 2020 - 2030 - 2040 - 2050 |

Cet article présente les faits marquants de l'année 2024 en bande dessinée.

## Événements
- Festival d'Angoulême 2024, du 25 au 28 janvier
- 43e édition du festival BD de La Couture (Pas-de-Calais), 3-4 février
- Rencontres du 9e Art, Aix-en-Provence, du 6 avril au 28 mai
- 19e édition du festival Bulles en Champagne, Vitry-le-François, du 5-6 octobre

### Prix et récompenses
- Prix BD Fnac France Inter : Les Guerres de Lucas de Laurent Hopman et Renaud Roche
- Prix Tournesol : Circuit court - Une histoire de la première AMAP de Tristan Thil et Claire Malary
- Grand prix de la ville d'Angoulême, désigné par un vote des auteurs : Posy Simmonds
- Fauve d'or : prix du meilleur album : Monica de Daniel Clowes
- Prix Gotlib : Mo/CDM pour l'album Tirez sur mon doigt, Monsieur le Président[1]

## Nouveaux albums

### Franco-belge
| Sortie     | Titre                           | Scénariste   | Dessinateur      | Coloriste        | Éditeur  |
| ---------- | ------------------------------- | ------------ | ---------------- | ---------------- | -------- |
| 24 janvier | Saint-Elme t. 5 Les Thermopyles | Serge Lehman | Frederik Peeters | Frederik Peeters | Delcourt |

### Comics
| janvier |

### Érotique
| Sortie  | Titre | Scénariste | Dessinateur | Coloriste | Éditeur |
| ------- | ----- | ---------- | ----------- | --------- | ------- |
| janvier |       |            |             |           |         |

## Décès
- 18 janvier : Trini Tinturé, dessinatrice de bande dessinée et illustratrice espagnole née en 1935 ;
- 20 janvier : Alain De Kuyssche, journaliste, rédacteur en chef, romancier et scénariste de bande dessinée belge né en 1946 ;
- 29 janvier : Hinako Ashihara, dessinatrice de bande dessinée japonaise née en 1974 ;
- 5 février : José Delbo, dessinateur de comics argentin né en 1933 ;
- 7 février : Alfredo Castelli, scénariste et critique littéraire italien né en 1947 ;
- 24 février : Ramona Fradon, dessinatrice de bandes dessinées américaine, née en 1926 ;
- 1er mars : Akira Toriyama, dessinateur de bande dessinée japonais né en 1955 ;
- 5 mars : Stéphane Rosse, dessinateur français, né en 1962 ;
- 22 mars : Laurent de Brunhoff, auteur et illustrateur français, co-créateur du personnage de Babar né en 1925 ;
- 27 mars : M. D. Bright, dessinateur de comics américain, né en 1955 ;
- 1er avril : Ed Piskor, auteur américain, né en 1982 ;
- 6 avril : Ziraldo, dessinateur et auteur brésilien né en 1932 ;
- 10 avril : Trina Robbins, autrice, historienne de la bande dessinée et militante féministe américaine né en 1938.
- 14 mai : Don Perlin, dessinateur américain de comics et créateur de Moon Knight, né en 1929 ;
- 16 juin : Étienne Willem, auteur de bande dessinée belge, né en 1972 ;
- 20 juin : Mazel, auteur de bande dessinée belge, né en 1932 ;
- 31 juillet : André Juillard, auteur de bande dessinée français, né en 1948 ;
- 9 septembre : John Cassaday, dessinateur de comics, né en 1971 ;
- 3 octobre : Pierre Christin, scénariste français, né en 1938 ;
- 8 octobre : André Jobin dit Job, scénariste suisse né en 1927 ;
- 4 novembre : Daniel Ceppi, auteur suisse né en 1951 ;
- 11 novembre : Christian Godard, auteur français, né en 1932 ;
- 19 novembre : Bernadette Després, illustratrice et autrice française née en 1941.